# Burkhard Schuchmann
Burkhard Schuchmann (* 1942 in Berlin) ist ein deutscher Industriemanager. Er war Vorstandsvorsitzender von Vossloh und betreibt ein Weingut in Georgien.

## Leben
Burkhard Schuchmann begann seine berufliche Laufbahn 1969 als Vorstandsassistent bei den Bayerischen Elektrizitätswerken in München, einer Tochtergesellschaft der Lechwerke. Später übernahm er deren kaufmännische Leitung und wurde damit jüngster Prokurist im Mutterkonzern RWE. 1978 wechselte er zum Mittelständler Knürr GmbH und begleitete den Börsengang des Unternehmens.
Mittlerweile Finanzvorstand der Knürr AG, wechselte er 1986 als Geschäftsführer zum sauerländischen Mittelständler Vossloh, wo er im ersten halben Jahr vom damaligen Seniorchef eingearbeitet wurde und wenig Entscheidungsfreiheit hatte. Anschließend bekam er weitgehend freie Hand, baute das stark diversifizierte Unternehmen konsequent zum Spezialisten für Bahntechnik um und führte es nach der Umwandlung in eine Aktiengesellschaft 1990 an die Börse. Zum Jahresende 2005 legte er sein Mandat als Vorstandsvorsitzender nieder. Als Gründe für diesen Schritt wurden ein Machtkampf bzw. Unstimmigkeiten mit dem Aufsichtsrat vermutet. Aufgrund der Umbaumaßnahmen und des damit verbundenen Wachstumskurses hatte sich unter der Führung Schuchmanns der Unternehmenswert fast versechzigfacht, während der Umsatz von rund 90 Mio. Euro auf rund 1 Mrd. Euro stieg.
Im Sommer 2006 wurde er Partner bei der Private-Equity-Gesellschaft One Equity Partners. Kurz danach folgten der Kauf eines Weinguts in Georgien und die Gründung von Schuchmann Wines. Vom damaligen Agrarminister wurde das Weingut, das rund 50 Kilometer Luftlinie von Südossetien entfernt ist, als „Vorzeigeunternehmen“ und „bestgeführtes Weingut“ bezeichnet.
Anfang 2011 wurde Schuchmann Geschäftsführer der neu gegründeten Investmentgesellschaft Alternative Rail Investments AG. Unternehmenszweck war die Finanzierung neuer Nahverkehrszüge mit neuen Konzepten.